# Conte di Leicester
Conte di Leicester è un titolo ereditario della nobiltà inglese della Parìa inglese e della Parìa del Regno Unito.

## Storia
Il titolo venne creato per la prima volta per Robert de Beaumont, della nobiltà normanna, il quale aveva già il titolo di Conte di Meulan e lo alternava regolarmente al proprio titolo inglese. La linea maschile si estinse con la morte di Robert de Beaumont, IV conte di Leicester e le sue proprietà vennero divise tra le sue due sorelle, con Simone IV di Montfort, figlio della sorella maggiore, che acquisì Leicester e i diritti su quella contea (il marito della sorella minore, Saer de Quincy, venne creato conte di Winchester). De Montfort, ad ogni modo, venne riconosciuto come conte solo formalmente a causa dell'antipatia presente tra Francia ed Inghilterra a quel tempo. Suo figlio secondogenito, Simone V di Montfort, gli succedette prendendo possesso della contea e delle proprietà ad essa associate, venendo però ucciso durante la Battaglia di Evesham nel 1265. Le sue terre e il suo titolo passarono alla corona e vennero garantite al figlio minore del re, Edmondo.
Il figlio minore di Crouchback Tommaso Plantageneto perse i propri domini quando venne decapitato per tradimento nel 1322, ma alcuni anni dopo suo fratello minore Enrico venne ripristinato a questi titoli. La casata si estinse col figlio di Enrico, suo omonimo, il quale ebbe due figlie femmine e la maggiore di esse, Matilda, ricevette la contea ma data la sua prematura scomparsa il titolo passò a Giovanni Plantageneto, I duca di Lancaster, marito di sua sorella minore, che venne poi creato duca Lancaster. Il figlio di questi, Enrico Bolingbroke, sarebbe salito poi al trono col nome di Enrico IV d'Inghilterra e i titoli sarebbero rientrati in possesso alla corona britannica.
La contea venne nuovamente creata per merito della regina Elisabetta I d'Inghilterra, la quale la concesse al suo favorito, Robert Dudley. Dal momento che Dudley morì senza eredi il titolo si estinse alla sua morte.
Il titolo venne ricreato per Robert Sidney, nipote del precedente, il quale ottenne anche il titolo sussidiario di Visconte Lisle il 4 maggio 1605. I Sidney mantennero il titolo sino alla morte del VII conte nel 1743, quando i titoli si estinsero.
Il titolo venne creato nuovamente per Thomas Coke, ma quando egli morì senza eredi esso si estinse ancora.
Il titolo venne concesso nuovamente nel 1784 a George Townshend, XVI Barone Ferrers di Chartley e VIII Barone Compton, figlio ed erede di George Townshend, IV visconte Townshend, poi primo marchese Townshend. La sua famiglia, discendeva da un ramo collaterale derivato da lady Lucy Sydney, figlia del secondo conte della creazione del 1618. La contea si estinse quando George Townshend, III marchese Townshend morì senza eredi nel 1855.

### Le creazioni del 1744 e del 1837

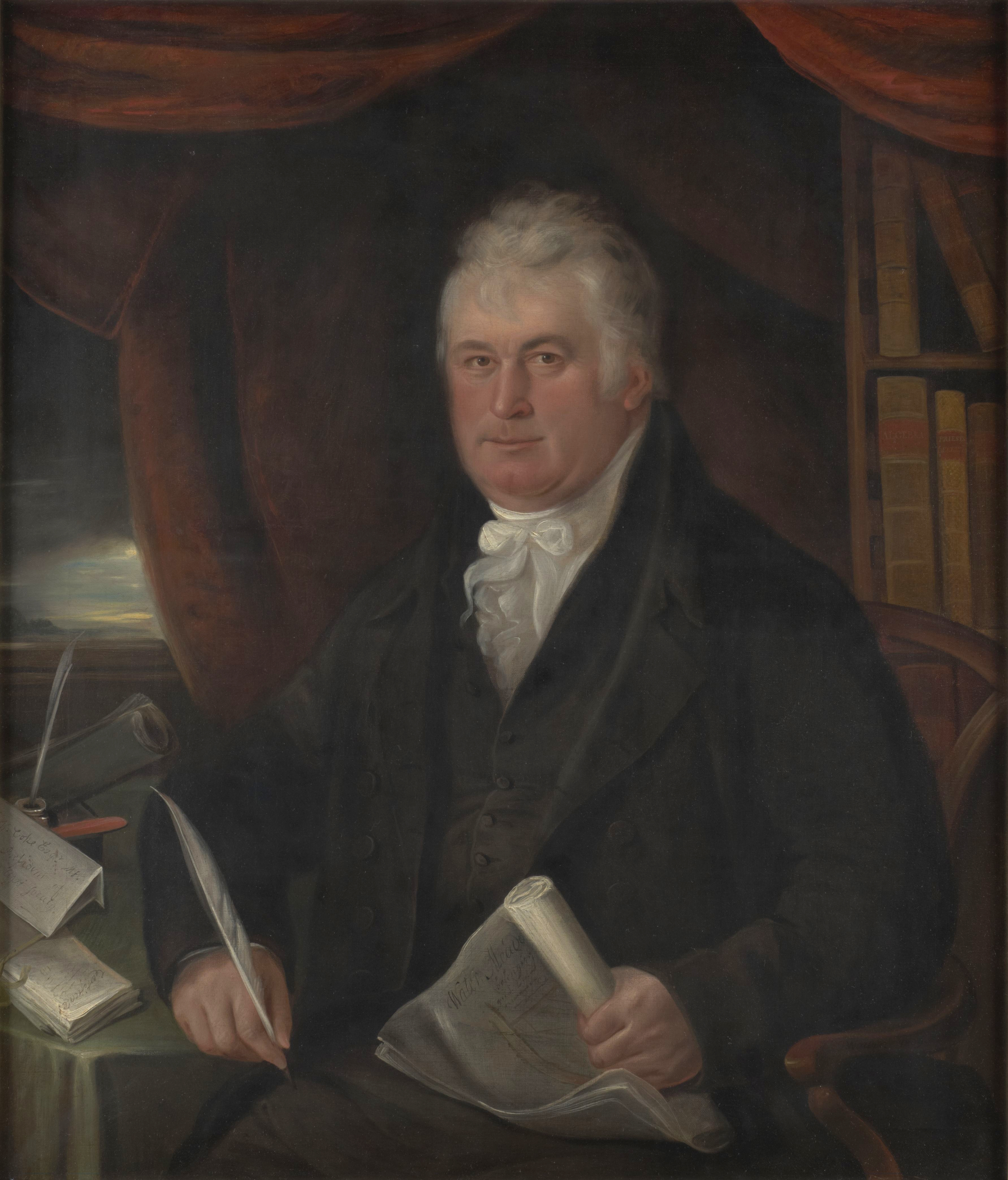
Thomas Coke, I conte di Leicester

La famiglia Coke discendeva dal noto giudice e politico Sir Edward Coke, Lord Chief Justice dal 1613 al 1616. Un suo discendente Thomas Coke era un valido patrono delle arti e nel 1728 venne elevato alla Parìa di Gran Bretagna col titolo di Barone Lovel nella contea di Oxford, e nel 1744 venne creato Visconte Coke di Holkham nella contea di Norfolk, e Conte di Leicester, nella Parìa di Gran Bretagna. Lord Leicester iniziò la costruzione di Holkham Hall nel Norfolk, attuale residenza ufficiale della famiglia. Egli sposò Margaret Tufton, XIX baronessa de Clifford (1700-1775) (vedi Barone de Clifford). Il loro unico figlio morì prima dei genitori e di conseguenza i titoli della casata si estinsero.

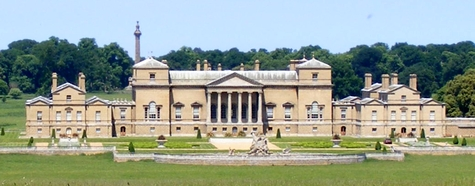
Holkham Hall.

Da un ramo imparentato con la famiglia discese Thomas Coke che fu un noto politico e studioso di agricoltura. Conosciuto come "Coke di Norfolk", egli fu membro del parlamento per molti anni e contribuì significativamente alla riforma agraria inglese di fine Settecento. Nel 1837 egli ottenne che il titolo del suo prozio venisse concesso a lui ed egli venne perciò compreso nella Parìa del Regno Unito come Visconte Coke e Conte di Leicester, di Holkham nella contea di Norfolk. Quest'ultima designazione "di Holkham" era necessaria in quanto l'ultimo erede della creazione del 1784 a favore della famiglia dei marchesi Townshend non era ancora defunto (sarebbe morto nel 1855).

## Conti di Leicester, prima creazione (1107)
- Robert de Beaumont, I conte di Leicester (m. 1118)
- Roberto di Beaumont, II conte di Leicester (1104–1168)
- Robert de Beaumont, III conte di Leicester (m. 1190)
- Robert de Beaumont, IV conte di Leicester (m. 1204)
- Simone IV di Montfort (m. 1170–1218, confermato nel 1207)
- Simone V di Montfort (1208–1265, estinto nel 1265)

## Conti di Leicester, seconda creazione (1265)
- Edmondo Plantageneto, conte di Leicester e Lancaster (1245–1296)
- Tommaso Plantageneto (c. 1280–1322, estinto 1322)
- Enrico (c. 1281–1345) (anche conte di Lancaster, restaurato nel 1327)
- Enrico, duca di Lancaster (m. 1361)
- Giovanni Plantageneto, I duca di Lancaster (1340–1399)
- Enrico Plantageneto, duca di Lancaster, conte di Leicester (1367–1413, divenne re d'Inghilterra nel 1399)

## Conti di Leicester, terza creazione (1564)
- Robert Dudley, I conte di Leicester (1532–1588)

## Conti di Leicester, quarta creazione (1618)
- Robert Sidney, I conte di Leicester (m. 1626)
- Robert Sidney, II conte di Leicester (1595–1677)
- Philip Sidney, III conte di Leicester (1619–1698)
- Robert Sidney, IV conte di Leicester (1649–1702)
- Philip Sidney, V conte di Leicester (1676–1705)
- John Sidney, VI conte di Leicester (1680–1737)
- Jocelyn Sidney, VII conte di Leicester (1682–1743)

## Conti di Leicester, quinta creazione (1744)
- Thomas Coke, I conte di Leicester (1697–1759)

## Conti di Leicester, sesta creazione (1784)
- George Townshend, II marchese Townshend, I conte di Leicester (1755–1811)
- George Townshend, III marchese Townshend, II conte di Leicester (1778–1855)

## Conti di Leicester, settima creazione (1837)
- Thomas William Coke, I conte di Leicester (1754–1842)
- Thomas William Coke, II conte di Leicester (1822–1909)
- Thomas William Coke, III conte di Leicester (1848–1941)
- Thomas William Coke, IV conte di Leicester (1880–1949)
- Thomas William Edward Coke, V conte di Leicester (1908–1976)
- Anthony Louis Lovel Coke, VI conte di Leicester (1909–1994)
- Edward Douglas Coke, VII conte di Leicester (1936–2015)
- Thomas Edward Coke, VIII conte di Leicester (1965)